# Javier Villarreal
Javier Alejandro Villarreal (født 1. marts 1979 i Alta Gracia, Argentina) er en argentinsk tidligere fodboldspiller (midtbane). Han spillede for flere store klubber i hjemlandet, blandt andet Boca Juniors, Colón og Banfield. Han vandt både det argentinske mesterskab og to udgaver af Copa Libertadores med Boca Juniors. Han havde også ophold i Paraguay hos begge de to store Asunción-klubber, Olimpia og Libertad, hvor han vandt et paraguayansk mesterskab med sidstnævnte.

## Titler
Primera División Argentina
- 2003 Apertura med Boca Juniors

Copa Libertadores
- 2001 og 2003 med Boca Juniors

Intercontinental Cup
- 2003 med Boca Juniors

Primera División de Paraguay
- 2006 med Libertad